# Ferula kyzylkumica
Ferula kyzylkumica là một loài thực vật có hoa trong họ Hoa tán. Loài này được Korovin mô tả khoa học đầu tiên năm 1959.